# KNVB beker 2018-2019
La KNVB Beker 2018-2019 è stata la 101ª edizione della KNVB beker di calcio. La competizione è iniziata il 18 agosto 2018 con gli incontri del primo turno e si è conclusa il 5 maggio 2019 con la finale di Rotterdam. L'Ajax, battendo per 4-0 il Willem II, si è aggiudicato il torneo per la 19ª volta.

## Fase preliminare

### Primo turno
| Squadra 1       | Risultato       | Squadra 2       |
| --------------- | --------------- | --------------- |
| 18 agosto 2018  |                 |                 |
| ASWH            | 5 – 0           | MASV            |
| 's-Gravenzande  | 3 – 2           | HC & CV Quick   |
| Eemdijk         | 3 – 0           | Vlissingen      |
| VV Alverna      | 0 – 2           | ODIN '59        |
| EVV             | 7 – 0           | VV Brielle      |
| GOES            | 0 – 4           | Staphorst       |
| Harkemase Boys  | 2 – 1           | ASV De Dijk     |
| HSV Hoek        | 3 – 0           | ADO '20         |
| OSS '20         | 2 – 4 (dts)     | Noordwijk       |
| Quick '20       | 2 – 6           | DVS '33         |
| Sportlust '46   | 1 – 4           | HBS             |
| SteDoCo         | 1 – 0           | RKSV Cluzona    |
| Urk             | 2 – 2 (5-4 dtr) | RKVV SDO Bussum |
| ZVV Zaanlandia  | 1 – 1 (4-5 dtr) | Achilles '29    |
| 19 agosto 2018  |                 |                 |
| JOS             | 1 – 2 (dts)     | Westlandia      |
| RKSV Bekkerveld | 2 – 4           | USV Hercules    |

### Secondo turno
| Squadra 1        | Risultato       | Squadra 2           |
| ---------------- | --------------- | ------------------- |
| 18 agosto 2018   |                 |                     |
| DFS              | 2 – 1 (dts)     | Barendrecht         |
| Rijnsburgse Boys | 3 – 1           | Ajax Amateurs       |
| DOVO             | 3 – 0           | Quick Boys          |
| DZC '68          | 0 – 2           | SVV Scheveningen    |
| Spakenburg       | 4 – 1           | RKSV Wittenhorst    |
| JVC Cuijk        | 2 – 3           | Koninklijke HFC     |
| 21 agosto 2018   |                 |                     |
| Alcides          | 2 – 0           | VVOG                |
| 's-Gravenzande   | 1 – 2           | Excelsior Maassluis |
| GVVV             | 0 – 3           | TEC VV              |
| IJsselmeervogels | 2 – 3 (dts)     | Noordwijk           |
| 22 agosto 2018   |                 |                     |
| USV Hercules     | 0 – 4           | ASWH                |
| Achilles '29     | 1 – 6           | Harkemase Boys      |
| Blauw Geel '38   | 0 – 1           | Urk                 |
| De Treffers      | 1 – 2 (dts)     | DVS '33             |
| Gemert           | 1 – 1 (3-2 dtr) | HSV Hoek            |
| Groene Ster      | 2 – 1           | Lienden             |
| HBS              | 2 – 3           | ONS Sneek           |
| HHC              | 0 – 3           | OFC Oostzaan        |
| ODIN '59         | 1 – 0           | Dongen              |
| RKAV Volendam    | 1 – 0 (dts)     | EVV                 |
| OJC Rosmalen     | 4 – 1 (dts)     | Flevo Boys          |
| Noordwijk        | 0 – 2           | Lisse               |
| Staphorst        | 2 – 1 (dts)     | HSC '21             |
| UNA              | 2 – 4           | Eemdijk             |
| VV Uno Animo     | 1 – 6           | VVSB                |
| Westlandia       | 2 – 1           | SteDoCo             |
| 25 agosto 2018   |                 |                     |
| HVV Te Werve     | 3 – 1 (dts)     | Marvilde            |

## Fase finale

### Primo turno
| Squadra 1           | Risultato       | Squadra 2        |
| ------------------- | --------------- | ---------------- |
| 25 settembre 2018   |                 |                  |
| AFC                 | 5 – 0           | Telstar          |
| RKC Waalwijk        | 2 – 0           | NAC Breda        |
| Almere City         | 1 – 0           | Dordrecht        |
| Den Bosch           | 1 – 2           | Heracles Almelo  |
| DVS '33             | 0 – 6           | Roda JC          |
| Volendam            | 1 – 2           | Willem II        |
| Go Ahead Eagles     | 2 – 0           | Eindhoven        |
| Helmond Sport       | 0 – 5           | Fortuna Sittard  |
| Koninklijke HFC     | 4 – 0           | Harkemase Boys   |
| Noordwijk           | 3 – 2           | Sparta Rotterdam |
| ODIN '59            | 1 – 0           | Lisse            |
| Rijnsburgse Boys    | 1 – 1 (4-5 dtr) | TOP Oss          |
| SVV Scheveningen    | 2 – 3 (dts)     | Cambuur          |
| Spakenburg          | 3 – 0           | DFS              |
| VVSB                | 3 – 3 (3-5 dtr) | De Graafschap    |
| Westlandia          | 0 – 3           | VVV-Venlo        |
| Kozakken Boys       | 3 – 1           | ONS Sneek        |
| Excelsior           | 2 – 3 (dts)     | N.E.C.           |
| 26 settembre 2018   |                 |                  |
| OJC Rosmalen        | 0 – 6           | ADO Den Haag     |
| Excelsior Maassluis | 0 – 4           | PSV              |
| Eemdijk             | 1 – 4           | ASWH             |
| Groene Ster         | 2 – 1           | TEC VV           |
| Katwijk             | 0 – 1 (dts)     | Heerenveen       |
| RKAV Volendam       | 1 – 2           | Vitesse          |
| Staphorst           | 0 – 1           | PEC Zwolle       |
| DOVO                | 2 – 2 (4-5 dtr) | Urk              |
| HVV Te Werve        | 0 – 7           | Ajax             |
| 27 settembre 2018   |                 |                  |
| Alcides             | 0 – 6           | AZ Alkmaar       |
| OFC Oostzaan        | 1 – 3           | Emmen            |
| Groningen           | 0 – 2           | Twente           |
| Utrecht             | 2 – 0           | MVV              |
| Gemert              | 0 – 4           | Feyenoord        |

### Secondo turno
| Squadra 1        | Risultato   | Squadra 2       |
| ---------------- | ----------- | --------------- |
| 30 ottobre 2018  |             |                 |
| PSV              | 2 – 3 (dts) | RKC Waalwijk    |
| AFC              | 1 – 0       | TOP Oss         |
| Cambuur          | 2 – 1       | Koninklijke HFC |
| Kozakken Boys    | 2 – 1       | Almere City     |
| Twente           | 4 – 2       | Noordwijk       |
| Urk              | 0 – 1       | Roda JC         |
| De Graafschap    | 2 – 5       | PEC Zwolle      |
| 31 ottobre 2018  |             |                 |
| Heracles Almelo  | 0 – 2       | Vitesse         |
| AZ Alkmaar       | 2 – 0       | VVV-Venlo       |
| Emmen            | 1 – 3       | ODIN '59        |
| Groene Ster      | 1 – 3       | Heerenveen      |
| Utrecht          | 5 – 1       | ASWH            |
| Willem II        | 5 – 0       | Spakenburg      |
| Ajax             | 3 – 0       | Go Ahead Eagles |
| 1º novembre 2018 |             |                 |
| N.E.C.           | 2 – 3       | Fortuna Sittard |
| Feyenoord        | 5 – 1       | ADO Den Haag    |

### Ottavi di finale
| Squadra 1        | Risultato       | Squadra 2    |
| ---------------- | --------------- | ------------ |
| 18 dicembre 2018 |                 |              |
| Willem II        | 3 – 0           | AFC          |
| Twente           | 2 – 0           | RKC Waalwijk |
| AZ Alkmaar       | 5 – 0           | PEC Zwolle   |
| 19 dicembre 2018 |                 |              |
| ODIN '59         | 1 – 3           | Heerenveen   |
| Fortuna Sittard  | 2 – 1           | Cambuur      |
| Roda JC          | 1 – 1 (2-4 dtr) | Ajax         |
| 20 dicembre 2018 |                 |              |
| Kozakken Boys    | 1 – 2           | Vitesse      |
| Feyenoord        | 1 – 0           | Utrecht      |

### Quarti di finale
| Squadra 1       | Risultato | Squadra 2       |
| --------------- | --------- | --------------- |
| 22 gennaio 2019 |           |                 |
| AZ Alkmaar      | 2 - 0     | Vitesse         |
| 23 gennaio 2019 |           |                 |
| Twente          | 2 - 3     | Willem II       |
| Feyenoord       | 4 - 1     | Fortuna Sittard |
| 24 gennaio 2019 |           |                 |
| Ajax            | 3 - 1     | Heerenveen      |

### Semifinali
| Squadra 1        | Risultato       | Squadra 2  |
| ---------------- | --------------- | ---------- |
| 27 febbraio 2019 |                 |            |
| Feyenoord        | 0 - 3           | Ajax       |
| 28 febbraio 2019 |                 |            |
| Willem II        | 1 - 1 (2-1 dtr) | AZ Alkmaar |

### Finale
| Arbitro: | Gözübüyük |

|  |           |                                            |
|  | Marcatori | 38’ Blind 39’, 67’ Huntelaar 73’Kristensen |

## Statistiche

### Primati della competizione

#### Squadre
(Solo della fase finale)
- Miglior attacco: Ajax (21 gol fatti)
- Miglior difesa: AZ Alkmaar (1 gol subito)
- Partita con più reti: (7 gol)

De Graafschap-PEC Zwolle 2-5
Te Werve-Ajax 0-7
- Partita col maggior scarto di reti: Te Werve-Ajax 0-7 (7 gol)

### Classifica marcatori

#### Individuale
| Gol |  |  | Giocatore           | Squadra         |
| --- |  |  | ------------------- | --------------- |
| 6   |  |  | Oussama Idrissi     | AZ Alkmaar      |
| 4   |  |  | Aitor Cantalapiedra | Twente          |
| 4   |  |  | Fran Sol            | Willem II       |
| 4   |  |  | Donis Avdijaj       | Willem II       |
| 4   |  |  | Zian Flemming       | PEC Zwolle      |
| 4   |  |  | Donny van de Beek   | Ajax            |
| 3   |  |  | Javier Espinosa     | Twente          |
| 3   |  |  | Ahmed el Azzouti    | Kozakken Boys   |
| 3   |  |  | Zakaria Labyad      | Ajax            |
| 3   |  |  | André Vidigal       | Fortuna Sittard |
| 3   |  |  | Lars Hutten         | Fortuna Sittard |
| 3   |  |  | Sam Lammers         | Heerenveen      |
| 3   |  |  | Nasser El Khayati   | ADO Den Haag    |
| 3   |  |  | Nicolai Jørgensen   | Feyenoord       |
| 3   |  |  | Glenn Bijl          | Emmen           |
| 3   |  |  | Dylan Vente         | Feyenoord       |